# Омесса
Омесса (фр. Omessa, корс. Omessa) — коммуна во Франции, находится в регионе Корсика. Департамент коммуны — Верхняя Корсика. Входит в состав кантона Голо-Морозалья. Округ коммуны — Корте.
Код INSEE коммуны — 2B193.

## Население
Население коммуны на 2008 год составляло 590 человек.
| 1962 | 1968 | 1975 | 1982 | 1990 | 1999 | 2008 |
| ---- | ---- | ---- | ---- | ---- | ---- | ---- |
| 578  | 634  | 634  | 509  | 517  | 537  | 590  |

## Экономика
В 2007 году среди 363 человек в трудоспособном возрасте (15—64 лет) 228 были экономически активными, 135 — неактивными (показатель активности — 62,8 %, в 1999 году было 57,9 %). Из 228 активных работали 196 человек (118 мужчин и 78 женщин), безработных было 32 (17 мужчин и 15 женщин). Среди 135 неактивных 38 человек были учениками или студентами, 29 — пенсионерами, 68 были неактивными по другим причинам.